# Viš (samhälle)
Viš är ett samhälle i Montenegro. Det ligger i den centrala delen av landet. Viš ligger 80 meter över havet och antalet invånare är 103.
Terrängen runt Viš är kuperad åt nordost, men åt sydväst är den bergig. Viš ligger nere i en dal. Närmaste större samhälle är Danilovgrad, 9,4 km sydost om Viš. Omgivningarna runt Viš är en mosaik av jordbruksmark och naturlig växtlighet.